# Frans Vera
Franciscus Wilhelmus Maria (Frans) Vera, né le 4 juin 1949 à Amsterdam, est un biologiste et gestionnaire d'espaces naturels néerlandais.

## Oostvaardersplassen
Frans Vera a piloté le projet natuurontwikkelingsprojecten, à la base notamment, de la création de la Réserve Naturelle de Oostvaardersplassen, dans la province du Flévoland, aux Pays-Bas.